# 伊马姆·穆斯塔法耶夫
伊马姆·达什德米尔奥卢·穆斯塔法耶夫，（俄语：Имам Дашдемир оглы Мустафаев，1910年2月15日—1997年3月10日）阿塞拜疆人，苏联党和国家领导人。1954年-1959年任阿塞拜疆共产党中央第一书记。

## 生平
- 1910年2月2日（格里历：2月15日）出生于沙俄第比利斯省扎卡塔雷区卡希的一户农民家庭。
- 1928年毕业于扎卡塔雷农学院。
- 1928年-1932年，阿塞拜疆农业研究院学习，农业学副博士学位。
- 1932年-1938年，阿塞拜疆农业研究院育种系学习，获得生物学博士学位。其间，1934年-1937年，阿塞拜疆农业研究院副院长。
- 1938年-1940年3月，阿塞拜疆农业学术研究所副所长，育种与精液系主任。1940年加入联共（布）。
- 1940年3月-11月，阿塞拜疆苏维埃社会主义共和国农业人民委员会委员。
- 1940年11月-1942年2月，阿塞拜疆苏维埃社会主义共和国国家控制人民委员会副委员。
- 1942年2月-1947年1月，阿塞拜疆苏维埃社会主义共和国农业人民第一副委员，农业部副部长。
- 1947年1月-1950年3月，阿塞拜疆苏维埃社会主义共和国农业部长。
- 1950年-1951年，阿塞拜疆苏维埃社会主义共和国科学院院士兼党委书记。
- 1951年-1952年4月，阿共中央委员会书记。
- 1952年4月-1953年4月，阿共占贾州委第一书记。
- 1953年4月-1954年2月，阿共中央委员会书记。
- 1954年2月-1959年7月，阿共中央第一书记。穆斯塔法耶夫是阿塞拜疆第一位提出在党政机关中使用阿塞拜疆语的的领导人。后被指控犯有民族主义错误而被免职。
- 1954年-1970年，阿塞拜疆科学院遗传与育种研究系主任。
- 1971年-1987年，阿塞拜疆科学院遗传与育种研究所所长。
- 1987年起退休。
- 1997年3月10日于阿塞拜疆首都巴库逝世，享年87岁。葬于巴库荣誉谷。

穆斯塔法耶夫是苏共19-21大代表，第20-21届中央委员；第3-5届苏联最高苏维埃联盟院代表。

## 荣誉
- 劳动红旗勋章
- 各民族人民友谊勋章
- 荣誉勋章
- 阿塞拜疆荣誉勋章